# Antoni Majak
Antoni Majak (ur. 16 stycznia 1911 w Warszawie, zm. 25 grudnia 1994 tamże) – polski śpiewak operowy (bas), aktor, reżyser teatralny i pedagog muzyczny.

## Życiorys
Urodził się 16 stycznia 1911 w Warszawie jako syn Jana. W latach 1928–1931 kształcił się w Konserwatorium Muzycznym w Warszawie. Występował jako chórzysta w teatrach warszawskich. W sezonie 1938/1939 należał do zespołu solistów Teatru Wielkiego w Warszawie.
W okresie okupacji doskonalił głos. Uczestniczył w koncertach pod auspicjami Rady Głównej Opiekuńczej (RGO), a w kwietniu 1944 wystąpił w teatrze jawnym. Po upadku powstania warszawskiego był więziony w KL Auschwitz i innych obozach niemieckich.
Po powrocie do kraju w 1946 został zaangażowany do zespołu solistów Opery Śląskiej w Bytomiu, gdzie występował do 1955. Od 1948 należał do PZPR. W 1953 zadebiutował jako reżyser teatralny. W latach 50. XX w. występował i reżyserował również w Państwowej Operze im. Stanisława Moniuszki w Poznaniu oraz w Operze i Filharmonii Bałtyckiej w Gdańsku, a w latach 60. reżyserował także w Operze Wrocławskiej. W latach 1960–1978 był solistą i reżyserem Opery Łódzkiej, a w sezonie 1960/1961 także jej kierownikiem artystycznym.
W 1978 po przejściu na emeryturę, nadal reżyserował i występował gościnnie. Współpracował z Polskim Radiem i Telewizją Polską. W latach 1971–1979 był wykładowcą Państwowej Wyższej Szkoły Muzycznej w Łodzi.

## Filmografia
- Czterej pancerni i pies (serial telewizyjny) (1968) – żołnierz niemiecki przebierający się w ubrania Czereśniaków (odc. 9. Zamiana)
- Videokaseta  (1976)
- Koniec świata (1988)
- Obywatel świata (1991) – dziadek Janka
- Wrony (1994) – starszy pan

## Ordery i odznaczenia
- Order Sztandaru Pracy II klasy[1]
- Krzyż Komandorski Orderu Odrodzenia Polski (1959)
- Krzyż Oficerski Orderu Odrodzenia Polski (19 lipca 1955)[2]
- Krzyż Kawalerski Orderu Odrodzenia Polski (31 stycznia 1953)[3]
- Złoty Krzyż Zasługi (22 lipca 1952)[4]
- Medal 30-lecia Polski Ludowej[1]
- Medal 40-lecia Polski Ludowej[5]
- Medal 10-lecia Polski Ludowej (28 lutego 1955)[6]
- Odznaka tytułu honorowego „Zasłużony dla Kultury Narodowej” (1986)
- Odznaka „Zasłużony Działacz Kultury”[1]